# Kryptoglanis shajii
Kryptoglanis shajii is een straalvinnige vissensoort uit de familie van de echte meervallen (Siluridae). De wetenschappelijke naam van de soort is voor het eerst geldig gepubliceerd in 2011 door Vincent & Thomas.